# Pordenone Calcio 2019-2020

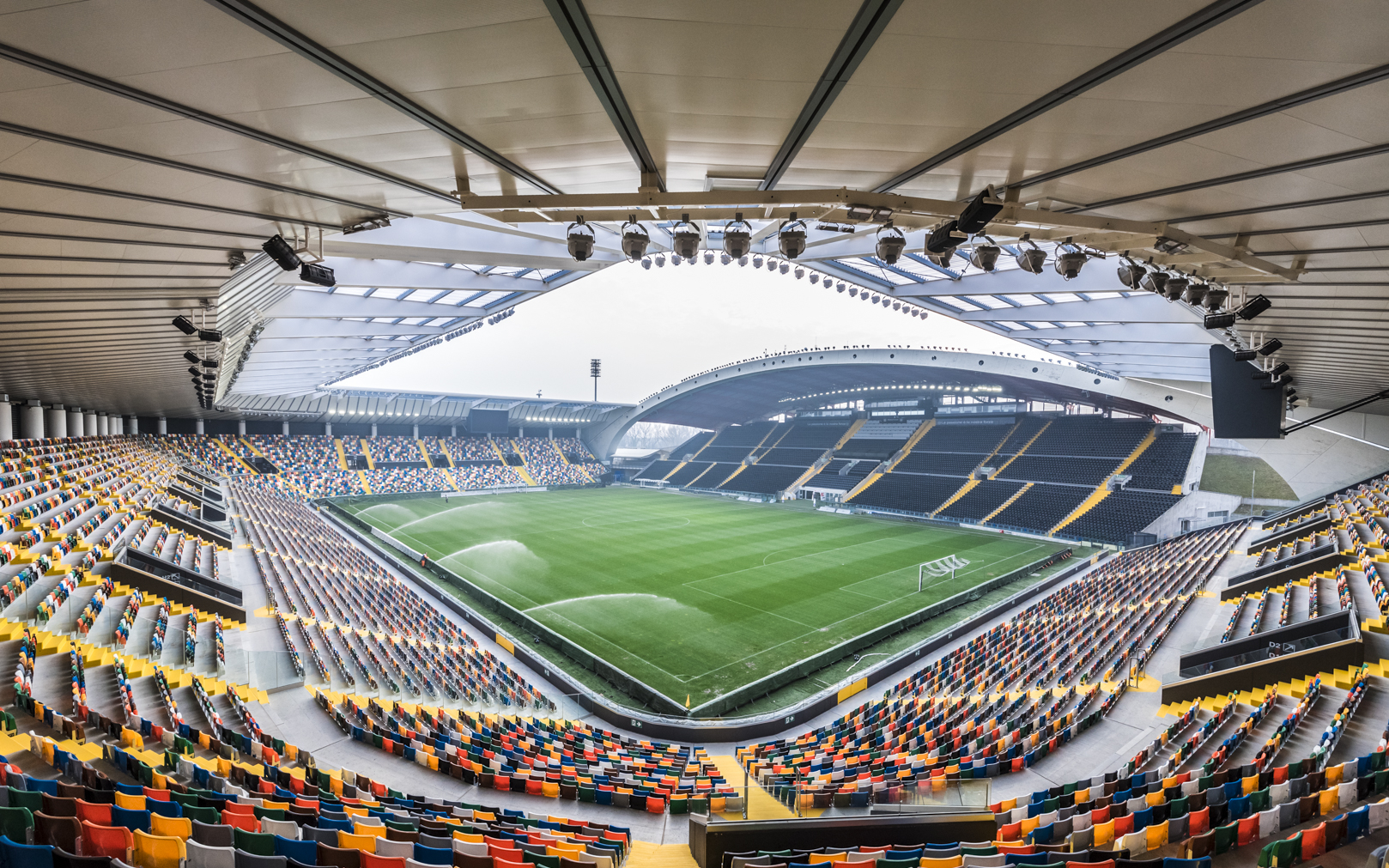
Lo stadio Friuli, l'impianto che ospitò le partite del Pordenone fino alla 28ª giornata di campionato.

Questa voce raccoglie le informazioni riguardanti il Pordenone Calcio nelle competizioni ufficiali della stagione 2019-2020.

## Stagione
Nella stagione 2019-2020 il Pordenone in forza della prima storica promozione in Serie B ha confermato anche per la nuova stagione il tecnico della promozione Attilio Tesser. 
Il percorso in Coppa Italia termina subito nel secondo turno a causa della sconfitta interna (1-2) riportata nel match contro la Feralpisalò.
Il campionato inizia con una netta vittoria (3-0) contro il Frosinone neo retrocesso dalla Serie A, seguito dallo stop esterno (4-2) contro il Pescara ed un nuovo successo interno (1-0) sullo Spezia. Il primo successo esterno arriva il 29 ottobre in rimonta (1-2) contro il Venezia. Nel girone di andata i neroverdi sono la rivelazione del campionato cadetto, raccogliendo 34 punti, secondi dietro il lanciato Benevento primo con 46 punti. Nel girone di ritorno i friulani sono ridimensionati, in quanto i punti raccolti sono solo 24, tuttavia sufficienti per cogliere un insperato quarto posto finale con 58 punti, ed il diritto a partecipare ai Play-off, che devono designare la terza promossa, dopo Benevento e Crotone. Il Pordenone entra in scena nelle semifinali vincendo (0-1) a Frosinone, ma nel ritorno si fa sorprendere dai ciociari, che si impongono (0-2) a Trieste. Sarà lo Spezia a vincere la finale con i ciociari e a salire in Serie A. Per il Pordenone si è trattato di una stagione speciale, purtroppo lo è stata anche per un altro motivo, il Covid-19 che ha costretto per tre mesi alla resa anche il mondo del calcio, dal 10 marzo al 16 giugno 2020. Obbligando la stagione a chiudersi in pieno agosto, con molte partite giocate senza il pubblico sugli spalti.

## Divise e sponsor
Il fornitore tecnico per la stagione 2019-2020 è Joma, mentre gli sponsor ufficiali sono Omega Group (main sponsor), Assiteca (co-sponsor), Alea (back sponsor) e CRO - Area Giovani (shorts sponsor). Confermato per tutte le squadre di serie B il top sleeve sponsor "Facile ristrutturare" sulla manica sinistra.
La prima divisa presenta le classiche strisce neroverdi, la seconda è di colore bianco con scritte e linee di colore oro e infine la terza è di colore grigio con “macchie” gialle sulle maniche: fu usata per la prima volta nella gara in trasferta contro il Perugia, vinta 2-1.
Per i portieri le divise sono dei colori rosso, blu e giallo.
| Casa | Trasferta | Terza divisa |

## Organigramma societario
Area direttiva
- Presidente: Mauro Lovisa
- Presidente Onorario: Giampaolo Zuzzi
- Soci: Mauro Lovisa, Giampaolo Zuzzi, Maurizio Orenti, Carlo Vendrame, Paolo Carlot, Omega
- Direttore Generale: Giancarlo Migliorini
- Responsabile Amministrazione: Loisa Cardin
- Club Manager: Emanuele Berrettoni
- Segretario Generale: Francesco Rosanda

Area comunicazione e marketing
- Responsabile Commerciale: Sara Posocco
- Responsabile Comunicazione e S.L.O.: Marco Michelin
- Ufficio Stampa e Digital: Sebastiano Orgnacco
- Responsabile Merchandising e Progetti Scuole: Alessia Favetta

Area sportiva
- Responsabile Area Tecnica: Matteo Lovisa
- Team Manager: Francesco Rosanda

Area tecnica
- Allenatore: Attilio Tesser
- Vice Allenatore: Mark Strukelj
- Collaboratore tecnico: Andrea Toffolo
- Preparatori atletici: Ivano Tito, Tommaso Zentilin
- Preparatore dei Portieri: Leonardo Cortiula
- Match Analyst: Diego Labricciosa

Area sanitaria
- Responsabile sanitario: Alessandro Milan
- Medici sociali: Stefano Bressan, Paolo Viviani
- Responsabile staff fisioterapia: Claudio D'Arcangelo
- Massofisioterapisti: Alessandro Marzotto, Luigi Zanusso

## Rosa
| N. |                    | Ruolo | Calciatore               |
| -- | ------------------ | ----- | ------------------------ |
| 1  | Italia (bandiera)  | P     | Giacomo Bindi            |
| 3  | Italia (bandiera)  | D     | Michele De Agostini      |
| 4  | Italia (bandiera)  | D     | Mirko Stefani (capitano) |
| 5  | Italia (bandiera)  | D     | Alessandro Vogliacco     |
| 6  | Italia (bandiera)  | D     | Alberto Barison          |
| 7  | Italia (bandiera)  | C     | Davide Gavazzi           |
| 8  | Italia (bandiera)  | C     | Salvatore Burrai         |
| 9  | Italia (bandiera)  | A     | Luca Strizzolo           |
| 10 | Brasile (bandiera) | C     | Lucas Chiaretti          |
| 11 | Italia (bandiera)  | D     | Daniel Semenzato         |
| 12 | Polonia (bandiera) | P     | Jan Jurczak              |
| 13 | Italia (bandiera)  | A     | Patrick Ciurria          |
| 14 | Italia (bandiera)  | C     | Simone Pasa              |
| 17 | Italia (bandiera)  | A     | Gaetano Monachello       |

| N. |                   | Ruolo | Calciatore          |
| -- | ----------------- | ----- | ------------------- |
| 18 | Italia (bandiera) | C     | Davide Mazzocco     |
| 20 | Italia (bandiera) | D     | Andrea Gasbarro     |
| 21 | Italia (bandiera) | C     | Gianvito Misuraca   |
| 22 | Italia (bandiera) | P     | Michele Di Gregorio |
| 23 | Italia (bandiera) | C     | Luca Tremolada      |
| 24 | Italia (bandiera) | C     | Tommaso Pobega      |
| 25 | Italia (bandiera) | D     | Luca Zanon          |
| 26 | Italia (bandiera) | D     | Alessandro Bassoli  |
| 27 | Italia (bandiera) | A     | Leonardo Candellone |
| 28 | Italia (bandiera) | A     | Riccardo Bocalon    |
| 29 | Italia (bandiera) | D     | Alberto Almici      |
| 30 | Italia (bandiera) | C     | Roberto Zammarini   |
| 31 | Italia (bandiera) | D     | Michele Camporese   |

## Calciomercato

### Sessione estiva(dall'1/7 al 2/9)
| Acquisti | Acquisti             | Acquisti        | Acquisti      |
| R.       | Nome                 | da              | Modalità      |
| -------- | -------------------- | --------------- | ------------- |
| P        | Michele Di Gregorio  | Inter           | prestito      |
| P        | Simone Perilli       | Perugia         | fine prestito |
| D        | Alberto Almici       | Verona          | prestito      |
| D        | Michele Camporese    | Foggia          | svincolato    |
| D        | Massimo Facchinutti  | Cjarlins Muzane | fine prestito |
| D        | Simone Pasa          | Cittadella      | definitivo    |
| D        | Alessandro Vogliacco | Juventus        | definitivo    |
| D        | Luca Zanon           | Fiorentina      | definitivo    |
| C        | Lucas Chiaretti      | Foggia          | svincolato    |
| C        | Davide Mazzocco      | SPAL            | prestito      |
| C        | Tommaso Pobega       | Milan           | prestito      |
| C        | Roberto Zammarini    | Pisa            | prestito      |
| A        | Leonardo Candellone  | Torino          | prestito      |
| A        | Gaetano Monachello   | Atalanta        | prestito      |
| A        | Luca Strizzolo       | Cremonese       | prestito      |

| Cessioni | Cessioni            | Cessioni         | Cessioni      |
| R.       | Nome                | a                | Modalità      |
| -------- | ------------------- | ---------------- | ------------- |
| P        | Flavio Lonoce       | Juventus         | fine prestito |
| P        | Marco Meneghetti    | SPAL             | fine prestito |
| P        | Simone Perilli      | Pisa             | definitivo    |
| D        | Filippo Florio      | Teramo           | definitivo    |
| D        | Massimo Facchinutti | Cjarlins Muzane  | svincolato    |
| D        | Gianluca Frabotta   | Bologna          | fine prestito |
| D        | Niccolò Nardini     | Audace Cerignola | prestito      |
| C        | Francesco Bombagi   | Teramo           | definitivo    |
| C        | Filippo Damian      | Siena            | fine prestito |
| A        | Emanuele Berrettoni |                  | fine carriera |
| A        | Domenico Germinale  | Cavese           | definitivo    |
| A        | Simone Magnaghi     | Teramo           | prestito      |
| A        | Matteo Rover        | Inter            | fine prestito |

### Operazioni tra le due sessioni
| Acquisti | Acquisti | Acquisti | Acquisti |
| R.       | Nome     | da       | Modalità |
| -------- | -------- | -------- | -------- |

| Cessioni | Cessioni    | Cessioni | Cessioni   |
| R.       | Nome        | a        | Modalità   |
| -------- | ----------- | -------- | ---------- |
| P        | Jan Jurczak |          | svincolato |

### Sessione invernale(dal 2/1 al 31/1)
| Acquisti | Acquisti         | Acquisti         | Acquisti      |
| R.       | Nome             | da               | Modalità      |
| -------- | ---------------- | ---------------- | ------------- |
| D        | Andrea Gasbarro  | Livorno          | prestito      |
| D        | Niccolò Nardini  | Audace Cerignola | fine prestito |
| C        | Luca Tremolada   | Brescia          | definitivo    |
| A        | Riccardo Bocalon | Venezia          | prestito      |

| Cessioni | Cessioni           | Cessioni | Cessioni      |
| R.       | Nome               | a        | Modalità      |
| -------- | ------------------ | -------- | ------------- |
| D        | Niccolò Nardini    | Chions   | prestito      |
| A        | Gaetano Monachello | Atalanta | fine prestito |

## Risultati

### Serie B

#### Girone di andata
| Arbitro: | Sozza (Seregno) |

|                             |           |  |
| Pobega 42’, 53’ Barison 64’ | Marcatori |  |

| Arbitro: | Ayroldi (Molfetta) |

|                                                     |           |                                    |
| Galano 3’ (rig.), 50’ Tumminello 71’ Palmiero 90+4’ | Marcatori | 11’ Gavazzi 45+2’ (rig.) Chiaretti |

| Arbitro: | Robilotta (Sala Consilina) |

|             |           |  |
| Barison 49’ | Marcatori |  |

| Arbitro: | Di Martino (Teramo) |

|                       |           |               |
| Agazzi 21’ Marras 68’ | Marcatori | 55’ Strizzolo |

| Arbitro: | Serra (Torino) |

|               |           |           |
| Camporese 40’ | Marcatori | 12’ Kragl |

| Arbitro: | Massimi (Termoli) |

|              |           |               |
| Đorđević 54’ | Marcatori | 10’ Strizzolo |

| Arbitro: | Maggioni (Lecco) |

|                              |           |  |
| Burrai 15’ (rig.) Pobega 40’ | Marcatori |  |

| Arbitro: | Abbattista (Molfetta) |

|                                                |           |                              |
| Mezavilla 8’ Forte 16’ Calvano 20’ Canotto 28’ | Marcatori | 13’ Misuraca 85’ (aut.) Calò |

| Udine 26 ottobre 2019, ore 15:00 CEST 9ª giornata | Pordenone          | 0 – 0 referto | Cittadella | Stadio Friuli (3 184 spett.)\| Arbitro: \| Illuzzi (Molfetta) \| |
| Arbitro:                                          | Illuzzi (Molfetta) |               |            |                                                                  |

| Arbitro: | Rapuano (Rimini) |

|             |           |                                 |
| Capello 57’ | Marcatori | 87’ De Agostini 90+3’ Strizzolo |

| Arbitro: | Amabile (Vicenza) |

|                                |           |                        |
| Camporese 7’ Burrai 70’ (rig.) | Marcatori | 89’ (rig.) Taugourdeau |

| Arbitro: | Baroni (Firenze) |

|               |           |               |
| Schenetti 40’ | Marcatori | 20’ Strizzolo |

| Arbitro: | Robilotta (Sala Consilina) |

|                                      |           |  |
| Gavazzi 55’ Ciurria 62’ Mazzocco 87’ | Marcatori |  |

| Arbitro: | Di Martino (Teramo) |

|                    |           |  |
| M. Marconi 9’, 19’ | Marcatori |  |

| Arbitro: | Camplone (Pescara) |

|                       |           |  |
| Mustacchio 44’ (aut.) | Marcatori |  |

| Arbitro: | Ghersini (Genova) |

|            |           |                    |
| Lazaar 74’ | Marcatori | 31’, 40’ Strizzolo |

| Arbitro: | Sozza (Seregno) |

|                          |           |            |
| Burrai 33’ Strizzolo 37’ | Marcatori | 90’ Cavion |

| Arbitro: | Dionisi (L'Aquila) |

|                               |           |  |
| Đurić 3’, 61’ Kiyine 64’, 89’ | Marcatori |  |

| Arbitro: | Serra (Torino) |

|             |           |  |
| Ciurria 10’ | Marcatori |  |

#### Girone di ritorno
| Arbitro: | Pezzuto (Lecce) |

|                      |           |                           |
| Dionisi 2’ Ciano 61’ | Marcatori | 29’ Candellone 54’ Pobega |

| Arbitro: | Sacchi (Macerata) |

|  |           |                      |
|  | Marcatori | 51’ Zappa 58’ Galano |

| Arbitro: | Fourneau (Roma 1) |

|              |           |  |
| M. Ricci 69’ | Marcatori |  |

| Arbitro: | Marini (Roma) |

|                           |           |                       |
| Gavazzi 39’ Chiaretti 83’ | Marcatori | 53’ Bogdan 67’ Marras |

| Arbitro: | Maggioni (Lecco) |

|                             |           |               |
| N. Viola 37’ R. Insigne 60’ | Marcatori | 90+1’ Bocalon |

| Arbitro: | Ghersini (Genova) |

|  |           |               |
|  | Marcatori | 12’ Garritano |

| Arbitro: | Massimi (Termoli) |

|  |           |             |
|  | Marcatori | 32’ Bocalon |

| Arbitro: | Illuzzi (Molfetta) |

|                           |           |                       |
| Gavazzi 32’ Strizzolo 83’ | Marcatori | 74’ (rig.) Di Mariano |

| Arbitro: | Camplone (Pescara) |

|  |           |                                |
|  | Marcatori | 17’ Barison 78’ (rig.) Ciurria |

| Trieste 20 giugno 2020, ore 20:30 CEST 29ª giornata | Pordenone     | 0 – 0 referto | Venezia | Stadio Nereo Rocco (0 spett.)\| Arbitro: \| Marini (Roma) \| |
| Arbitro:                                            | Marini (Roma) |               |         |                                                              |

| Arbitro: | Prontera (Bologna) |

|                                         |           |  |
| Coulibaly 34’ Pettinari 58’, 62’ (rig.) | Marcatori |  |

| Arbitro: | Rapuano (Rimini) |

|                            |           |  |
| Mazzocco 52’ Barison 90+1’ | Marcatori |  |

| Arbitro: | Camplone (Pescara) |

|              |           |                         |
| Falzerano 6’ | Marcatori | 2’ Mazzocco 39’ Ciurria |

| Arbitro: | Sozza (Seregno) |

|             |           |  |
| Ciurria 54’ | Marcatori |  |

| Arbitro: | Abbattista (Molfetta) |

|          |           |  |
| Simy 45’ | Marcatori |  |

| Arbitro: | Maggioni (Lecco) |

|                |           |                                 |
| Candellone 66’ | Marcatori | 19’ (rig.) Rivière 23’ Bittante |

| Arbitro: | Serra (Torino) |

|                   |           |                       |
| Ninković 44’, 48’ | Marcatori | 1’ Bocalon 22’ Pobega |

| Arbitro: | Pezzuto (Lecce) |

|                   |           |                       |
| Burrai 18’ (rig.) | Marcatori | 26’ (rig.) Di Tacchio |

| Arbitro: | Baroni (Firenze) |

|                  |           |                                 |
| Gaetano 17’, 57’ | Marcatori | 15’ (rig.) Tremolada 47’ Burrai |

### Play-off
| Arbitro: | Massimi (Termoli) |

|  |           |               |
|  | Marcatori | 82’ Tremolada |

| Arbitro: | Volpi (Arezzo) |

|  |           |                         |
|  | Marcatori | 7’ Ciano 15’ Novakovich |

### Coppa Italia
| Arbitro: | Minelli (Varese) |

|            |           |                              |
| Pobega 44’ | Marcatori | 30’ Ceccarelli 50’ Scarsella |

## Statistiche

### Statistiche di squadra
Le statistiche sono aggiornate al 29 giugno 2020
| Competizione | Punti         | In casa | In casa | In casa | In casa | In casa | In casa | In trasferta | In trasferta | In trasferta | In trasferta | In trasferta | In trasferta | Totale | Totale | Totale | Totale | Totale | Totale | DR |
| Competizione | Punti         | G       | V       | N       | P       | Gf      | Gs      | G            | V            | N            | P            | Gf           | Gs           | G      | V      | N      | P      | Gf     | Gs     | DR |
| ------------ | ------------- | ------- | ------- | ------- | ------- | ------- | ------- | ------------ | ------------ | ------------ | ------------ | ------------ | ------------ | ------ | ------ | ------ | ------ | ------ | ------ | -- |
| Serie B      | 57            | 19      | 11      | 5       | 3       | 25      | 12      | 19           | 5            | 5            | 9            | 23           | 34           | 38     | 16     | 10     | 12     | 48     | 46     | +2 |
| Coppa Italia | Secondo Turno | 1       | 0       | 0       | 1       | 1       | 2       | 0            | 0            | 0            | 0            | 0            | 0            | 1      | 0      | 0      | 1      | 1      | 2      | -1 |
| Totale       | 58            | 20      | 11      | 5       | 4       | 26      | 14      | 19           | 5            | 5            | 9            | 23           | 34           | 39     | 16     | 10     | 13     | 49     | 48     | +1 |

### Andamento in campionato
| Giornata  | 1 | 2 | 3 | 4 | 5 | 6  | 7 | 8  | 9  | 10 | 11 | 12 | 13 | 14 | 15 | 16 | 17 | 18 | 19 | 20 | 21 | 22 | 23 | 24 | 25 | 26 | 27 | 28 | 29 | 30 | 31 | 32 | 33 | 34 | 35 | 36 | 37 | 38 |
| --------- | - | - | - | - | - | -- | - | -- | -- | -- | -- | -- | -- | -- | -- | -- | -- | -- | -- | -- | -- | -- | -- | -- | -- | -- | -- | -- | -- | -- | -- | -- | -- | -- | -- | -- | -- | -- |
| Luogo     | C | T | C | T | C | T  | C | T  | C  | T  | C  | T  | C  | T  | C  | T  | C  | T  | C  | T  | C  | T  | C  | T  | C  | T  | C  | T  | C  | T  | C  | T  | C  | T  | C  | T  | C  | T  |
| Risultato | V | P | V | P | N | N  | V | P  | N  | V  | V  | N  | V  | P  | V  | V  | V  | P  | V  | N  | P  | P  | N  | P  | P  | V  | V  | V  | N  | P  | V  | V  | V  | P  | P  | N  | N  | N  |
| Posizione | 1 | 9 | 6 | 9 | 9 | 11 | 8 | 11 | 10 | 8  | 5  | 5  | 2  | 3  | 2  | 2  | 2  | 2  | 2  | 2  | 2  | 2  | 6  | 7  | 9  | 6  | 7  | 4  | 5  | 6  | 5  | 3  | 3  | 4  | 4  | 4  | 4  | 4  |

Fonte:  Serie B, su calcio.com.
Legenda:

Luogo: C = Casa; T = Trasferta. Risultato: V = Vittoria; N = Pareggio; P = Sconfitta.